# Geranomyia longicrinita
Geranomyia longicrinita is een tweevleugelige uit de familie steltmuggen (Limoniidae). De soort komt voor in het Australaziatisch gebied.